# Ibn Tahir al-Baghdadi
Abu Mansur Abd al-Qahir ibn Tahir ibn Mohammed ibn Abdallah al-Tamimi al-Shaffi al-Baghdadi (Arabisch :أبو منصور عبدالقاهر ابن طاهر بن محمد بن عبدالله التميمي الشافعي البغدادي) (ca. 980 – 1037) was een Arabisch wiskundige uit Bagdad. Hij staat bekend om zijn verhandeling al-Takmila fi'l-Hisab. Het bevat resultaten en oplossingen van de getaltheorie, en commentaren op het werk van al-Khwarizmi, dat verloren is gegaan.
'Abd al-Hamīd ibn Turk · 
Abd-al-Rahman Al Sufi · 
Abū al-Hasan ibn Alī al-Qalasādī · 
Abū Ishāq Ibrāhīm al-Zarqālī · 
Abū Kāmil Shujā ibn Aslam · 
Abu'l-Hasan al-Uqlidisi · 
Abul Wafa · 
Ahmed ibn Yusuf · 
Al-Biruni · 
Al-Chwarizmi · 
Al-Hajjāj ibn Yūsuf ibn Matar · 
Alhazen · 
Al-Jayyani · 
Al-Karaji · 
Al-Khazini · 
Al-Kindi · 
Al-Mahani · 
Al-Majrati · 
Al-Sijzi · 
Hunayn ibn Ishaq · 
Ibn al-Banna · 
Ibn Sahl · 
Ibn Tahir al-Baghdadi · 
Ibn Yahyā al-Maghribī al-Samaw'al · 
Ibrahim al-Fazari · 
Ibrahim ibn Sinan · 
Jabir ibn Aflah · 
Kushyar ibn Labban · 
Mohammed al-Fazari · 
Mohammed ibn Jābir al-Harrānī al-Battānī · 
Nasir al-Din al-Toesi · 
Sinan ibn Thabit · 
Thabit ibn Qurra · 
Ulug Bey · 
Yusuf al-Mu'taman ibn Hud